# Mediebarometern
Mediebarometern är en årlig frågeundersökning som kartlägger den svenska befolkningens medievanor. Resultaten från undersökningen presenteras varje år i en fritt tillgänglig rapport, publicerad av Nordicom vid Göteborgs universitet.

## Historik
Mediebarometern är en urvalsundersökning och bygger på svar från ett slumpmässigt statistiskt urval av personer i åldrarna 9–85 år som dras ur det svenska befolkningsregistret. Undersökningen har genomförts varje år sedan 1979 och startades som ett samarbetsprojekt mellan Sveriges Radios avdelning för publik- och programforskning (PUB) och Dagspresskollegiet vid Göteborgs universitet. PUB ansvarade för utförandet av undersökningen från starten till och med 1993 då avdelningen upphörde. Sedan 1994 genomförs undersökningen av Nordicom vid Göteborgs universitet, på uppdrag av det svenska kulturdepartementet.